# Oligonila
Genre
Oligonila est un genre fossile de cicadelles (insectes suceurs) de la super-famille des Fulgoroidea (ordre des hémiptères).

## Liste des espèces
Selon GBIF (14 avril 2025) :
- † Oligonila defectuosa Theobald, 1937
- † Oligonila foersteri Theobald, 1937 - espèce type

## Systématique
Le genre Oligonila est décrit en 1937 par le paléontologue français Nicolas Théobald (1903-1981) dans sa thèse. Son espèce type est Oligonila foersteri.

### Publication originale
- [1937] Nicolas Théobald, « Les insectes fossiles des terrains oligocènes de France 473 p., 17 fig., 7 cartes,13 tables, 29 planches hors texte », Bulletin Mensuel de la Société des Sciences de Nancy et Mémoires de la Société des sciences de Nancy, Imprimerie G. Thomas,‎ 1937, p. 1-473 (ISSN 1155-1119 et 2263-6439, OCLC 786027547). .